# بورسيرة طويلة الساق
بورسيرة طويلة الساق (الاسم العلمي:Bursera longipes) هي نوع من النباتات تتبع جنس البورسيرة من الفصيلة البخورية.